# Lautvesi
Lautvesi är en fjärd i Finland. Den ligger i landskapet Egentliga Finland, i den sydvästra delen av landet, 200 km väster om huvudstaden Helsingfors.
Lautvesi ligger mellan Kittamaa i väster och fastlandet i öster. Den avgränsas i norr av Varesmaa och i söder av Vohlo i söder. Lautvesi ansluter till Ruskiavuorenaukko i söder och till Koivistonaukko via sundet Iso-Puntari i norr. I öster ligger viken Kytämäenrauma där Velluanjoki utmynnar.